# Saison 8 des Griffin
Chronologie
Saison 7 Saison 9
La huitième saison de la série d'animation Les Griffin (Family Guy), composée de vingt épisodes, est initialement diffusée aux États-Unis du 28 septembre 2008 au 17 mai 2009 sur le réseau Fox et en simultané sur le réseau Global au Canada. En France elle a été disponible en français sur Netflix du 1er janvier 2015 au 1er janvier 2016.

## Production
La production de la huitième saison est lancée en 2008, lors de la diffusion de la septième saison. Les producteurs exécutifs de la saison incluent Chris Sheridan, David Goodman, Danny Smith, Mark Hentemann et Steve Callaghan, aux côtés du créateur de la série Seth MacFarlane. Les showrunners de la saison sont Hentemann et Callaghan, qui remplacent Goodman et Sheridan, juste après la conclusion de la septième saison. Au début, Callaghan, Andrew Goldberg, Mark Hentemann, Patrick Meighan, Brian Scully, Chris Sheridan, Danny Smith, Alec Sulkin, John Viener et Wellesley Wild, qui ont participé à la saison précédente, participent également à celle-ci. Spencer Porter est pour la première fois crédité dans la série. Les anciens scénaristes réguliers Kirker Butler et Gary Janetti sont de retour, et Butler quitte immédiatement la série pour se consacrer à la série The Cleveland Show. Matt Fleckenstein, scénariste de deux épisodes, quitte la saison avant son commencement,.
Joseph Lee est pour la première fois crédité dans la série. Dominic Bianchi, Greg Colton, John Holmquist, Brian Iles, Jerry Langford, Pete Michels, James Purdum, Cyndi Tang et Julius Wu, qui ont participé à la saison précédente, participent également à celle-ci,. Les voix originales sont celles de Seth MacFarlane (Peter Griffin, Stewie Griffin, Brian Griffin, Glenn Quagmire et Tom Tucker, entre autres), Alex Borstein (Lois Griffin, Loretta Brown, Tricia Takanawa et Barbara Pewterschmidt, entre autres), Mila Kunis (Meg Griffin), Seth Green (Chris Griffin et Neil Goldman, entre autres) et Mike Henry (Cleveland Brown et Herbert, entre autres).
Christophe Lemoine, qui doublait Chris Griffin dans les premières saisons, est remplacé par Luc Boulad depuis cette saison.

## Invités spéciaux
- Hannah Montana (Miley Cyrus)

## Épisodes
| No. série | No. saison | Titres (France et Québec)                                           | Titre original                             | Réalisation     | Scénario                                                  | Date de diffusion (FOX) | Dates de diffusion MCM Télétoon                                        | Code prod.    | Audience |
| --- | ---------- | ------------------------------------------------------------------- | ------------------------------------------ | --------------- | --------------------------------------------------------- | ----------------------- | ---------------------------------------------------------------------- | ------------- | -------- |
| 127 | 1          | Le monde à l'envers La route des multivers                          | Road to the Multiverse                     | Wellesley Wild  | Greg Colton                                               | 27 septembre 2009       | 24 août 2015 Inconnue                                                  | 7ACX06        | 10,17    |
| Cet épisode reprend les bases de la série Sliders quand Stewie invente un appareil permettant de voyager à travers les mondes parallèles et incite Brian à venir le tester avec lui quand il cherche à connaître l'origine d'un cochon génétiquement modifié qu'il a gagné à la foire. Brian accepte mais ils arrivent dans plusieurs mondes à savoir un univers japonais, un où le christianisme n'a jamais existé, un où tout le monde a besoin de se soulager, un où une personne lance des compliments à distance, un trompe-l'œil, un rempli de bornes à incendie, notre monde réel, un monde rempli d'éphèbes, un univers cartoon et un monde où chacun possède deux têtes, une joyeuse et une triste. Ils arrivent ensuite dans un univers Disney mais ils ne peuvent y rester parce que les juifs ne sont pas tolérés. C'est alors qu'ils débarquent dans une dimension où les rôles entre les chiens et les humains sont inversés. Mais quand Stewie mord la version canine de Joe, son double canin ainsi que les deux Brian doivent s'unir pour le libérer. La version humaine de Brian réalise qu'il existe une vie dans laquelle les êtres humains sont supérieurs aux chiens après qu'il s'est accidentellement retrouvé dans l'univers que nous connaissons mais un camion le heurte. L’épisode ‘’Road to the Multiverse’’ de Family Guy(saison 8 épisode 1) a remporté le Primetime Emmy Award de la réalisation individuelle exceptionnelle en animation,principalement pour plusieurs raisons qui mettent en valeur le travail de Greg Colton et l’impact significatif de son storyboard sur cet épisode: 1. Multitude de styles visuels: L’épisode présente divers univers parallèles, chacun avec un style d’animation distinct. La capacité de Greg Colton à orchestrer une telle diversité visuelle a non seulement capté l’attention des téléspectateurs, mais a également démontré une maîtrise exceptionnelle de l’art de l’animation. 2. Intégration de Références Culturelles: L’incorporation de références à des classiques de l’animation, comme l’univers de Disney avec ‘’it’s a wonderful Day for Pie’’, a permis de créer un lien émotionnel et culturel avec le public. Cela a enrichi l’expérience visuelle en joignant nostalgie et humour. 3. Récit et Humor innovants: Le storyboard a joué un rôle crucial dans la façon dont l’histoire est racontée, avec des transitions fluides entre les différents univers, et un timing comique parfaitement exécuté. Cela a contribué à la dynamique générale de l’épisode, rendant chaque scène engageante. 4. Narration Percutante: Greg Colton a su utiliser le storyboard pour accentuer l’impact des émotions et des situations comiques. Chaque univers exploré dans l’épisode a permis de traiter des thèmes variés, allant du fantastique au noir, tout en maintenant un rythme narratif captivant. 5. Reconnaissance de l’Artisanat: Le prix Emmy récompense non seulement le résultat final, mais aussi le processus créatif et technique. Le travail méticuleux de Colton dans la création d’un storyboard qui guide l’animation de manière innovante et engageante a été un facteur déterminant dans cette reconnaissance. En résumé, l’épisode a été salué pour l’excellence de son storytelling, sa créativité visuelle, et l’habileté de Greg Colton à fusionner divers éléments dans un tout cohérent et divertissant, ce qui a justifié la distinction par le Primetime Emmy Award. |            |                                                                     |                                            |                 |                                                           |                         |                                                                        |               |          |
| 128 | 2          | Le retour du lapin de Pâques Family Goy                             | Family Goy                                 | James Purdum    | Mark Hentemann                                            | 4 octobre 2009          | 24 août 2015 Inconnue                                                  | 7ACX01        | 9,66     |
| Peter et ses amis trainent au bar. Il récupère une photo en carton à l'effigie de Kathleen Marie « Kathy » Ireland. Un peu plus tard, Lois et Peter passent la nuit ensemble mais remarquent une boule sur le sein de Lois. Le docteur Hartman lui annonce que cette boule provient en réalité d'un héritage génétique dû à l'enfermement de sa mère durant la seconde guerre mondiale. Lois apprend donc que sa mère est juive et qu'elle l'est aussi. Peter et Lois se disputent sur la manière dont ils doivent éduquer leurs enfants jusqu'à ce que Jésus fasse son apparition. |            |                                                                     |                                            |                 |                                                           |                         |                                                                        |               |          |
| 129 | 3          | L'espion qui se les gelait Pas drôles d'espions                     | Spies Reminiscent of Us                    | Cyndi Tang      | Alec Sulkin                                               | 11 octobre 2009         | 24 août 2015 Inconnue                                                  | 7ACX03        | 8,88     |
| Après une course inutile, Peter ne peut pas occuper la salle de bain et retrouve l'autre squatté par un étudiant Africain. Peter se rend alors dans l'ancienne maison de Cleveland sauf que les acteurs Dan Akroyd et Chevy Chase viennent emménager en ville, dans l'ancienne maison de Cleveland mais Stewie et Brian apprennent qu'ils sont en fait des agents dormants. Ils tentent d'informer le maire qui se révèle lui aussi un agent dormant. Après cela, Vladimir Poutine tente de capturer Stewie et Brian. Après lui avoir échappé, ils se rendent compte que Meg appartient au même service. Peter, lui, tente de créer un trio comique avec ses amis mais alors que Quagmire veut utiliser un style raffiné, le manque de culture de Peter le pousse à imiter John Wayne tandis que Joe est pris d'incontinence fécale ce qui pousse Quagmire à annuler la représentation. |            |                                                                     |                                            |                 |                                                           |                         |                                                                        |               |          |
| 130 | 4          | Le syndrome de Road House La nouvelle sacoche de Brian              | Brian's Got a Brand New Bag                | Pete Michels    | Tom Devanney                                              | 8 novembre 2009         | 25 août 2015 14 octobre 2010                                           | 7ACX02        | 7,38     |
| Peter achète un DVD de cascades. En conduisant avec lui, Brian provoque un accident en fonçant dans la voiture d'une jeune femme. Il sonne chez elle pour s'excuser mais finit par être attirée par sa mère, Martha. Brian et Martha passent du temps ensemble jusqu'à ce que Brian ait l'idée d'inviter Martha chez lui. Le dîner tourne mal quand le reste de la famille se moque d'eux et Rita quitte la maison en pleurs. Brian vient la consoler et va même jusqu'à la demander en mariage, ce que Peter prend plutôt bien. Mais quand Rita se casse une hanche, Brian prend conscience de la difficulté de s'occuper d'une personne âgée invalide et trompe Rita dans son dos. Ils décident alors de rompre quand Rita annonce qu'elle n'est pas une cougar. |            |                                                                     |                                            |                 |                                                           |                         |                                                                        |               |          |
| 131 | 5          | Le singe sort du placard Hannah Banana                              | Hannah Banana                              | John Holmquist  | Cherry Chevapravatdumrong                                 | 8 novembre 2009         | 26 août 2015 21 octobre 2010                                           | 7ACX05        | 7,73     |
| Stewie est fou de Miley Cyrus. D'ailleurs, Brian le découvre en train de regarder Hannah Montana qu'il trouve stupide, mais Stewie finit par le convaincre de l'accompagner pour rencontrer son idole. Pendant ce temps, Chris revient de l'école avec un résultat assez médiocre à son dernier examen. Alors que Peter est content, Lois n'est pas du même avis et pousse Chris à faire des efforts, mais celui-ci répond qu'à chaque fois qu'il essaie de faire ses devoirs, un singe habitant dans son garde-robe vient lui faire peur. N'étant pas pris au sérieux, surtout en raison de son âge, Chris est plus que déterminé à prouver une bonne fois pour toutes à ses parents que le « méchant singe » existe bel et bien dans son garde-robe. Après une tentative infructueuse de le filmer avec une caméra vidéo (où il voit tout sauf le singe), il doit se résigner à opter pour la méthode forte, soit de surprendre et capturer le singe. Il réussit avec succès et peut enfin le montrer à sa famille qui croit enfin ses dires. Le singe, doté de parole tout comme Brian, s'explique. Peter et Lois acceptent de le détacher malgré la résistance de Chris qui le considère comme foncièrement méchant. Toute la famille, sauf Chris, le trouve vite sympathique et commence à le considérer comme un membre de la famille. Chris, quant à lui, continue à voir le démon en lui, jusqu'à ce qu'il s'endorme sur l'un de ses devoirs un soir et que le singe complète le devoir à sa place, ce qui lui vaut un A. En apprenant qu'il a obtenu cette note grâce à l'aide du singe, il comprend enfin que ce dernier a de la bonté en lui et les deux deviennent vite amis, pendant que les relations entre Chris et son père se dégradent parce que Peter ne passe pas assez de temps avec lui. Pendant ce temps, Stewie et Brian se rendent aux studios de Disney pour rencontrer Miley Cyrus, où Stewie se fait passer pour cancéreux avec succès. Stewie est aux anges et passe du bon temps avec son idole, mais lorsque cette dernière les laisse pour aller se maquiller avant le spectacle, elle leur demande de lui remettre son téléphone portable. À ce moment, Brian et Stewie constatent que quelque chose cloche et jettent donc un œil discret vers la salle de maquillage pour découvrir que Miley est en fait une androïde créée de toutes pièces par Disney afin de conquérir les jeunes téléspectateurs. Ils imaginent toutes sortes de choses qu'ils pourraient faire avec une androïde. Stewie en prétextant qu'une étiquette était sortie de sa robe, tripote les boutons. Cela transforme Miley en une caricature de l'Incroyable Hulk. Pendant ce temps, les relations entre Peter et Chris sont tendues plus que jamais, au point où Peter veut ridiculiser son fils en se déguisant en le faisant passer pour gay devant ses potes, pendant que Chris manigance un piège pour écrabouiller la tête de son père entre deux morceaux de tronc d'arbre. Le singe, devant la situation, décide de jouer le tout pour le tout pour les rapprocher, en les invitant sans que l'un ne sache que l'autre sera présent. Une fois les deux face à face, le singe les pousse à être francs sur leurs sentiments envers l'autre et à se vider le cœur. C'est à ce moment-là que Miley-Hulk se pointe en faisant voler des autos. Le singe tente de l'arrêter, sans succès. Celui-ci invite donc Chris et Peter à réagir et à travailler ensemble pour arrêter Miley-Hulk qui emporte alors le singe avec elle pour grimper sur l'un des gratte-ciel de Quahog, tel un King Kong. Après un moment d'hésitation, Peter appelle Quagmire à la rescousse. On voit ensuite Quagmire et Peter pilotant un avion de chasse armé de mitraillettes. À force de tirer sur Miley, ils finissent par l'endommager suffisamment pour que celle-ci tombe du gratte-ciel en lâchant le singe, avant d'exploser une fois atterrie sur le sol, ne laissant qu'un bout de bras à Stewie et Brian qui aurait bien aimé se la taper. Quant au singe, celui-ci tombe, mais est rattrapé par Peter et Quagmire et les trois atterrissent sains et saufs. Peter et Chris se réconcilient pour de bon. Quant au singe, il décide qu'il est temps pour lui de quitter la maison des Griffin où il considère que son boulot est terminé et d'élire domicile à un autre endroit où l'on aurait besoin de lui. On le voit alors sortir du garde-robe du petit Jake Tucker, le fils du journaliste Tom Tucker, pour l'effrayer. Celui-ci appelle son père en se plaignant qu'il y a un singe dans son garde-robe, mais Tom lui répond de se fermer la trappe. |            |                                                                     |                                            |                 |                                                           |                         |                                                                        |               |          |
| 132 | 6          | Le bébé de Quagmire                                                 | Quagmire's Baby                            | Jerry Langford  | Patrick Meighan                                           | 15 novembre 2009        | 27 août 2015 28 octobre 2010                                           | 7ACX04        | 8,28     |
| Peter achète une radio à Quagmire, pensant qu'il peut communiquer avec l'esprit de Reagan. S'étant fait arnaquer, il restitue l'objet mais remarque un panier contenant un bébé devant la porte de la maison de Quagmire et celui-ci se découvre le père illégitime d'une fillette qu'il décide de prénommer Anna Lee. Cependant, lorsque sa nouvelle paternité freine sa vie sexuelle, Quagmire pense qu'il vaut mieux la confier à une famille d'accueil. Plus tard, dans une boîte de strip-tease, Quagmire regrette son choix mais se rend compte qu'il a pris une bonne décision en apercevant Anna heureuse avec sa nouvelle famille. Dans le même temps, Stewie décide de se cloner mais son duplicata s'avère complètement idiot. Brian est intéressé par le fait d'avoir un androïde à son effigie mais le sien se révèle encore plus arriéré que celui de Stewie. Finalement, les deux clones se dissolvent à la suite de leur instabilité chimique. |            |                                                                     |                                            |                 |                                                           |                         |                                                                        |               |          |
| 133 | 7          | Notre nouveau copain noir Jérôme c'est le nouveau black             | Jerome Is the New Black                    | John Viener     | Brian Iles                                                | 22 novembre 2009        | 27 août 2015 4 novembre 2010                                           | 7ACX08        | 7,38     |
| Peter, Quagmire et Joe sont à la recherche d'un nouvel ami pour remplacer Cleveland qui a déménagé. Ils font la connaissance de Jérôme, un afro-américain aux allures plus cool que Cleveland. Après que Peter a invité Jérôme à rencontrer sa petite famille, sa femme Lois reconnaît Jérôme et avoue à Peter qu'ils étaient déjà sortis ensemble lorsqu'ils étaient au lycée. Devenant jaloux, Peter, complètement éméché par l'alcool, met le feu accidentellement sur la maison de Jérôme et ce dernier trouve refuge chez les Griffin, ce qui rend Peter encore plus craintif de voir son ami prendre sa place auprès de Lois et de sa famille. Brian, lui, souhaite devenir le quatrième membre du groupe et offre de remplacer Cleveland mais Peter lui dit que Quagmire le déteste.Brian tente alors de se rapprocher mais il échoue et Quagmire finit par lui révéler les raisons de sa haine. Stewie réconforte son ami en le laissant passer la nuit dans sa chambre. |            |                                                                     |                                            |                 |                                                           |                         |                                                                        |               |          |
| 134 | 8          | Un chien disparaît Chienne de vie                                   | Dog Gone                                   | Julius Wu       | Steve Callaghan                                           | 29 novembre 2009        | 31 août 2015 11 novembre 2010                                          | 7ACX07        | 8,48     |
| Après avoir passé une soirée médiocre aux côtés de ses fans qui ne sont que des déficients intellectuels, Brian, au volant de sa Prius, écrase accidentellement un chien et voyant que l'animal est déjà mort sur le coup, il l'enterre dans un terrain à vague sans être vu, sauf de Stewie qui le prend sur le fait. Rongé par la culpabilité, Brian avoue aux Griffin et à Joe, mais ils se mettent à rire de manière indifférente en lui disant que causer la mort d'un animal n'est pas un délit, ce qui rend Brian complètement outré. Il fonde un mouvement pour permettre de protéger les animaux contre la cruauté des hommes mais cela est un véritable fiasco. Stewie décide de simuler la mort de Brian à sa famille pour lui prouver que tout le monde l'aime et qu'il est un véritable membre de la famille. Furieuse du dégât causé par Peter et Quagmire, Lois décide d'embaucher une bonne pour faciliter la tâche, mais Consuela est aveuglément entêtée et abuse de leur naïveté. Malgré une tentative pour la faire congédier, Peter la chloroforme et l'envoie directement chez Joe pour s'en débarrasser. |            |                                                                     |                                            |                 |                                                           |                         |                                                                        |               |          |
| 135 | 9          | Peter, l'homme d'affaires Monsieur Big Shot                         | Business Guy                               | Pete Michels    | Andrew Goldberg et Alex Carter                            | 13 décembre 2009        | 1er septembre 2015 18 novembre 2010                                    | 7ACX11        | 7,67     |
| Peter apprend que son beau-père Carter n'a jamais bénéficié d'un enterrement de vie de garçon. Il décide de lui en offrir un mais l'émotion est si forte pour Carter qu'elle provoque chez lui un malaise et qu'il finit par se retrouver dans le coma. Lois doit lui succéder mais Peter réussit à la convaincre de la remplacer. L'abus de pouvoir rend Peter complètement fou et il décide de renvoyer la moitié du personnel. Carter sort de son coma et lui et Lois essayent de convaincre Peter de rendre à son beau-père l'entreprise qui lui appartenait, mais Peter préfère lui offrir un emploi de balayeur. Plus tard, il démissionne en croyant qu'un monstre des marais va l'attaquer. |            |                                                                     |                                            |                 |                                                           |                         |                                                                        |               |          |
| 136 | 10         | Une famille en or Je me souviens plus                               | Big Man on Hippocampus                     | Dominic Bianchi | Brian Scully                                              | 3 janvier 2010          | 2 septembre 2015 25 novembre 2010                                      | 7ACX09        | 8,10     |
| Les Griffin ont l'occasion de participer à un jeu télévisé familial. Lors de son tour de réponse, Peter ne trouve pas la solution pourtant simple d'une question, et toute la famille perd l'argent qu'elle avait gagné. Par conséquent, Peter est furieux et souhaite frapper le présentateur mais celui-ci riposte et lui envoie un coup qui le rend amnésique. Un peu plus tard, Peter, ne se souvenant de rien, doit refaire connaissance avec sa famille et Lois, dans le désir de stimuler sa mémoire, tente vainement de raviver sa flamme sexuelle. Mais Peter comprend tout de travers et pense qu'il est un homme à femmes, ce qui déçoit profondément Lois. Il quitte alors la maison et sa femme doit se résigner à une vie sans lui, mais Quagmire saute sur l'occasion et l'invite à dîner, espérant conclure avec elle. Après ça, il lui propose de coucher avec elle. Peter retrouve finalement la mémoire après un combat avec un poulet géant et il se rue chez Quagmire où il explique toute la situation à sa femme. Ils finissent par rentrer, laissant Quagmire qui a été victime d'un problème sexuel. |            |                                                                     |                                            |                 |                                                           |                         |                                                                        |               |          |
| 137 | 11         | Une adolescence perturbée Meg comme dans meurtre                    | Dial Meg for Murder                        | Cyndi Tang      | Alex Carter et Andrew Goldberg                            | 31 janvier 2010         | 3 septembre 2015 2 décembre 2010                                       | 7ACX12        | 6,21     |
| À peine embauchée par un magazine quotidien, Meg qui a écrit un article sur les adolescentes est épiée par Brian qui accompagné de Stewie, découvrent qu'elle fréquente un détenu dans un centre de détention. Loïs lui interdit de revoir le détenu en question et une fois dans sa chambre, elle retrouve son homme qui s'est évadé. Après avoir été reconnu par Peter, le détenu s'enfuit et Joe l'arrête ainsi que Meg pour complicité. Trois mois plus tard, Meg est libérée et devenue différente, use de violence envers sa famille. Meg force Brian à la conduire à la pharmacie pour y commettre un hold-up. Brian tente de lui faire lire son article sur elle pour décrire comment était vraiment son moi d'avant et revenue sur ses esprits, Meg redevient la gentille fille et naïve qu'elle était et remercie Brian. |            |                                                                     |                                            |                 |                                                           |                         |                                                                        |               |          |
| 138 | 12         | Peter le voyant Un médium extra large                               | Extra Large Medium                         | John Holmquist  | Steve Callaghan                                           | 14 février 2010         | 3 septembre 2015 9 décembre 2010                                       | 7ACX14        | 6,42     |
| Les Griffin effectuent une randonnée mais Chris et Stewie se perdent. Lois, inquiète, consulte un médium qui lui assure que tout ira bien. Après cela, les deux garçons sont secourus. Peter, voyant un intérêt au métier de médium, s'improvise voyant extra-lucide et il commence à prédire n'importe quoi, le succès lui ayant monté à la tête. Quand une bombe menace de détruire la ville de Quahog, Peter admet qu'il a menti tout le temps après que Joe lui a demandé de l'aide. De son côté, Stewie encourage Chris à sortir avec une fille atteinte du syndrome de Down, mais tout ne se passe pas comme prévu lorsque la fille en question s'avère insolente et autoritaire, ce qui pousse Chris à mettre fin à sa relation. |            |                                                                     |                                            |                 |                                                           |                         |                                                                        |               |          |
| 139 | 13         | La joyeuse ferme Go Stewie Go                                       | Go Stewie Go                               | Greg Colton     | Gary Janetti                                              | 14 mars 2010            | 7 septembre 2015 16 décembre 2010                                      | 7ACX15        | 6,72     |
| Stewie passe une audition pour une comédie musicale mais il y a un problème lorsqu'il découvre que seules les filles peuvent se présenter au casting. Il se fait alors passer pour une fille à la personnalité féministe, mais il tombe amoureux d'une autre fille qui est déjà en relation. De son côté, Meg a un nouveau petit ami qui finit dans les bras de sa mère Lois car Peter ne cesse de critiquer Lois à propos de son âge, Peter révèle ensuite qu'il est embarrassé à propos de son propre âge et qu'il a agi ainsi dans le seul espoir de ruiner toute tentative de Lois de le quitter. Stewie, lui, révèle sa vraie identité à sa partenaire dont la mère est si choquée qu'elle les empêche de se fréquenter à nouveau. Il part se goinfrer de crème glacée avec Brian en se réjouissant de ne plus porter de robes. |            |                                                                     |                                            |                 |                                                           |                         |                                                                        |               |          |
| 140 | 14         | Harcèlement Peter-cèlement                                          | Peter-Assment                              | Julius Wu       | Chris Sheridan                                            | 21 mars 2010            | 8 septembre 2015 23 décembre 2010                                      | 7ACX16        | 6,65     |
| Stewie prend goût au métier de comédien et Peter décide de le filmer à son insu. Quand Stewie s'humilie en public, Peter décide à la place d'enregistrer le comédien Richard Dreyfus. Il se passionne tellement pour ce loisir qu'il va jusqu'à envoyer sa cassette à la télévision locale et qu'il obtient un travail de paparazzi. Il commence alors à filmer toutes les personnalités du petit écran qu'il croise jusqu'à ce qu'il tombe sur un météorologue particulièrement antipathique qui lui brise sa caméra et ses verres de lunettes. Peter, ne pouvant voir correctement, se résout à porter des lentilles de contact mais sa patronne Angela le trouve beaucoup plus séduisant ainsi et commence à le harceler ouvertement. Il élabore alors un plan avec Quagmire qui décide de se substituer à lui afin de répondre aux avances d'Angela, mais cette idée échoue lorsque Quagmire revient et annonce qu'il ne peut coucher avec Angela à cause de son physique qu'il juge repoussant. Plus tard, un vieux film dans lequel Robert Mitchum tient un rôle prépondérant inspire Peter à frapper Angela physiquement afin qu'elle cesse de l'idéaliser, mais lorsqu'il se rend chez elle, il la sauve in extremis d'une tentative de suicide. Peter apprend ensuite qu'Angela n'est pas sortie avec un homme depuis plus de dix ans et couche avec elle sous un déguisement. Bien qu'Angela l'ait reconnu et lui ait rendu son travail, Peter révèle que la personne avec laquelle elle a couché n'est autre que Mort Goldman. |            |                                                                     |                                            |                 |                                                           |                         |                                                                        |               |          |
| 141 | 15         | Un auteur est né Une idée originale de Brian Griffin                | Brian Griffin's House of Payne             | Jerry Langford  | Spencer Porter                                            | 28 mars 2010            | 9 septembre 2015 30 décembre 2010                                      | 7ACX13        | 7,27     |
| Enragé par le comportement imbécile de Stewie, Peter jette le nounours de ce dernier dans le sous-sol. Stewie court le récupérer et il découvre un vieux script de télévision que Brian avait autrefois écrit. Il décide alors de convaincre son ami de produire cette histoire mais quand Brian visite les studios, il semble visiblement agacé par le comportement d'un des producteurs qui désire transformer la série dramatique en sitcom satirique, ce qui s'avère un véritable fiasco. Finalement, Brian démissionne et renonce à ses rêves de gloire. En voulant échapper à Meg, parce qu'il avait lu son journal intime, Chris blesse accidentellement Stewie et rend ce dernier inconscient. Les enfants et Peter essayent de cacher la vérité à Lois et Peter en profite pour lui rejeter la faute. |            |                                                                     |                                            |                 |                                                           |                         |                                                                        |               |          |
| 142 | 16         | Avril à Quahog Juré Craché                                          | April in Quahog                            | Joseph Lee      | John Viener                                               | 11 avril 2010           | 10 septembre 2015 30 décembre 2010                                     | 7ACX18        | 6,93     |
| Quand un immense trou noir menace d'avaler la terre et de faire disparaître l'univers dans les prochaines vingt-quatre heures, Peter dans un premier temps, n y croit pas. Seulement il finit par se rendre à l'évidence tandis que les habitants de Quahog essayent de vivre comme ils le peuvent leurs dernières actions. Herbert et Quagmire couchent avec Chris et Bonnie pendant que Peter tente de voler un lion au zoo. Sauf que cette information se révèle factice et destinée à faire rire les habitants, qui jugent la blague de très mauvais goût. Croyant comme les autres à cette farce, Peter révèle qu'il n'a jamais apprécié ses enfants et ceux-ci, très chagrinés par la conduite de leur père, se décident à ne plus lui parler ou le fréquenter. Peter essaye de se rattraper comme il peut et il tente de s'intéresser à leurs hobbies voire à leur offrir des cadeaux, mais c'est lorsqu'il leur achète une console Xbox que ses enfants choisissent de l'aimer à nouveau. |            |                                                                     |                                            |                 |                                                           |                         |                                                                        |               |          |
| 143 | 17         | Brian et Stewie                                                     | Brian & Stewie                             | Dominic Bianchi | Gary Janetti                                              | 2 mai 2010              | 11 septembre 2015 6 janvier 2011                                       | 7ACX20        | 7,68     |
| Brian et Stewie se retrouvent enfermés dans une voûte de la banque et ne pourront sortir qu'une fois que la banque sera ouverte. Bien que leur relation ne soit pas très bonne entre eux, ils font équipe. Après avoir souillé sa couche, Stewie oblige Brian à tout manger, ce qu'il refuse au début. Une dispute éclate après que Stewie a dépensé le dernier appel de son cellulaire avant que la batterie ne se vide. Se sentant coupable de laisser Stewie dans un état lamentable, Brian lui obéit Brian et Stewie se murgent. Peu de temps après, ils reviennent à leurs esprits et Brian reproche à Stewie de n'avoir rien dit à propos de la drogue qu'il possédait sur lui, mais la dispute est de très courte durée et ils se réconcilient avant d'être enfin libérés de la voûte. Notes : Peter, Chris, Lois et Meg n'apparaissent pas dans cet épisode. Peter, Lois et Meg sont uniquement vus dans les passages musicaux et Chris lui est complètement absent. Pourtant, Peter, contrairement au reste de la famille, n'est pas mentionné ni par Brian ni par Stewie. Ce sera la seule fois où Peter et Lois seront absents d'un épisode. |            |                                                                     |                                            |                 |                                                           |                         |                                                                        |               |          |
| 144 | 18         | Le père de Quagmire                                                 | Quagmire's Dad                             | Pete Michels    | Tom Devanney                                              | 9 mai 2010              | 14 septembre 2015 13 janvier 2011                                      | 7ACX19        | 7,22     |
| Quagmire annonce une bonne nouvelle à ses amis Peter et Joe : son père qui est un ancien marine, va lui rendre visite pour la première fois depuis des années. Après leur première rencontre, Peter et Joe remarquent que le père de Quagmire est gay par sa posture tout à fait féminine, mais lors d'une soirée organisée par la marine, Quagmire est sidéré par la déclaration de son père qui se sent « prisonnière d'un corps d'homme » et il décide de changer de sexe pour enfin devenir une vraie femme. Devenant honteux auprès de son père, Quagmire le lui reproche farouchement après un repas catastrophique. Le père décide de quitter la maison afin de laisser son fils digérer ses émotions. Brian s'absente de la maison pour quelques jours afin d'assister à un séminaire sur l'informatique, mais en revenant à Quahog, il s'arrête à un hôtel pour prendre un verre où il fait la connaissance du père, dont il tombe amoureux et passe une nuit avec elle. De retour chez lui, Brian annonce à Peter et Lois qu'il a enfin trouvé la femme parfaite avec qui il partagera sa vie. En voyant la photo de sa nouvelle copine, Peter et Lois l'humilient et il va voir Stewie pour lui raconter son expérience au séminaire puis son rendez-vous lors de son retour à Quahog.Quagmire retrouve son père qui lui fait comprendre qu'il doit accepter son choix mais il tabasse Brian après avoir découvert que c'était avec lui que son père avait couché. |            |                                                                     |                                            |                 |                                                           |                         |                                                                        |               |          |
| 145 | 19         | La source Merveilleuse La splendide source                          | The Splendid Source                        | Brian Iles      | Mark Hentemann Inspiré d'une histoire de Richard Matheson | 16 mai 2010             | 15 septembre 2015 20 janvier 2011                                      | 7ACX17        | 7,59     |
| Peter entend une blague si sale qu'il se souille dessus. Joe et Quagmire profitent de la situation jusqu'à ce que Peter lui vole un pantalon. Avec ses amis, Lois et Bonnie, Peter tente de retrouver les origines de la blague et ils échouent tous à Stoolbend en Virginie où ils retrouvent Cleveland. Cependant, leur séjour tourne mal quand ils se font enlever et emmener dans un endroit secret où un gardien leur donne une visite complète. Peter vole une blague et la bande réussit à s'échapper avant que Cleveland ne poignarde violemment Peter. Note : Cet épisode est le premier dans lequel un cross-over est organisé avec le Cleveland Show. Cet épisode est aussi inspiré d'une histoire de Richard Matheson « Le haut et gentil lieu ». Enfin, c'est le premier épisode dans lequel Brian et Stewie n'apparaissent que cinq secondes. |            |                                                                     |                                            |                 |                                                           |                         |                                                                        |               |          |
| 146 | 20         | Blue Harvest, la totale Kek chose, kek chose, kek chose côté obscur | Something, Something, Something, Dark Side | Dominic Polcino | Kirker Butler                                             | 23 mai 2010             | 15 décembre 2015 10 février 2011 (Partie 1) 11 février 2011 (Partie 2) | 6ACX21/6ACX22 | 6,13     |
| Pour divertir la famille lors d'une panne d’électricité, Peter raconte l'histoire du cinquième épisode de Star Wars, épisode V : L'Empire contre-attaque. |            |                                                                     |                                            |                 |                                                           |                         |                                                                        |               |          |
| 147 | 21         | Mission avortée —                                                   | Partial Terms of Endearment                | Joseph Lee      | Danny Smith                                               | 20 juin 2010            | 1er janvier 2015 sur Netflix —                                         | 7ACX10        |          |
| Lois accepte d'être une mère porteuse pour son amie, mais lorsque son amie meurt elle hésite à avorter. |            |                                                                     |                                            |                 |                                                           |                         |                                                                        |               |          |